# ASAYAN
『ASAYAN』（あさやん）は、テレビ東京で1995年10月1日から2002年3月24日まで毎週日曜日21:00 - 21:54に放送されていたバラエティ番組である。部類はリアリティ番組になる。
「夢のオーディションバラエティー。」として、つんく♂や小室哲哉などのプロデュースで、モーニング娘。や鈴木あみ、CHEMISTRYなど数多くのアーティストやタレントを輩出した。

## 概要・来歴
この番組のルーツは、1992年にスタートした『浅草橋ヤング洋品店』（以下『浅ヤン』）であり、それが1995年10月1日に『ASAYAN』にリニューアルされた。
当初は2部構成であり、前半は浅草キッドがメインMCの『浅ヤン』、後半はナインティナイン司会の小室哲哉プロデュースオーディションコーナー『コムロギャルソン』という流れだった。
1996年3月に総合演出のテリー伊藤が降板し、制作会社のロコモーションが撤退。同時に『浅ヤン』が終了した。翌4月にこれまでの構成から「コムロギャルソン」を拡大させ、ナインティナイン司会の「夢のオーディションバラエティー。」へと変貌していった。独特なカット割りとテロップに句読点を多用するタカハタ秀太が総合演出を担当し、電通のプロデューサーが製作現場に常駐するなど、テレビ東京の番組でも大きなタイアップを採れることになった。
番組からは小室哲哉プロデュースで西野妙子やKABA.ちゃんもメンバーとして在籍していたdos、泣き虫デザイナーとして人気を得たごあきうえなどを生み出した。
そして、1998年につんく♂がプロデュースしたモーニング娘。が大いに話題を呼び、続けて番組内で結成された複数のグループと共にその後の「ハロー!プロジェクト」のプラットフォーム（基礎）を作った（最初はHello!というファンクラブであった）。以降ASAYANの手を離れてから「ハロー!プロジェクト」は多数のアイドルグループが所属する巨大プロジェクトへと成長し、国民的人気を獲得した。
また、アイドルだけでなく本格派ボーカリストも輩出しようとし、結果的にCHEMISTRYをブレイクさせることにも成功した。
moveのyuri、STEELのネスミス、EXILEのATSUSHIなど、この番組内のオーディションでは落選したが、番組を見た芸能関係者に声を掛けられて、別口でデビューするという流れもあった。また、モー娘。追加メンバーオーディションを倖田來未が受けていたといったエピソードもある。あるいは、FBIとしてデビューした大泉めぐみがのちにshelaとして再デビューしたり、route0のチェ・スヨンがのちに少女時代のメンバーになったというケースもある。
一時期、2000年12月の1か月間はBSジャパンでも遅れネットで放送されていたが、日本音楽事業者協会や音楽制作者連盟と著作権・肖像権問題で折り合いが付かず、打ち切りとなった。
2001年4月にタカハタが総合演出を降板したことにより、番組のタイトルロゴ・セット・ナレーターのすべてが一新され、ワイズビジョンが制作協力に加わった。
翌2002年3月24日に最終回を迎え、「浅草橋ヤング洋品店」時代を含めた10年間の放送に幕を閉じた。最終回では岡村隆史が「浅ヤン」時代の実験を思い出す場面もあった。番組終了はナインティナインの同意、説明もなく突然通達され、ぞんざいな扱いに岡村は激怒し「テレ東にはもう二度と出ない」と矢部に漏らしていたが、一方で『ちょこっとイイコト』への出演を何事もなく許諾し、矢部浩之を引かせていた。

## エピソード
- 「開運!なんでも鑑定団」、「TVチャンピオン」、「クイズ赤恥青恥」、『ポケットモンスター』などと並ぶ、90年代後半を代表するテレビ東京の看板番組であり、放送日が国政選挙当日であっても時間を変更して通常通り放送された。
- 「浅ヤン」の企画「畠山みどり借金返済」にて、畠山みどりが「コムロギャルソン」のオーディションに応募するといった展開があったが、この一部始終は「浅ヤン」でしか放送されなかった。
- 1998年1月下旬は関東地方に大雪が降ったため、観客の安全確保により、観客なし・MC3人は椅子に座りハンドマイク（マイクキャップの形はフジテレビなどと同じキャップ）を持ちながら収録された。この日は「ヴォーカリストオーディションファイナル」の1次電話投票があった。なお、マイクキャップは丸型のキャップだった時期もあったが、MCがマイクキャップ付きのマイクを持ったのは「コムロギャルソン」後期と永作中期まで続いた。
- 1999年12月5日のモーニング娘。メンバーの石黒彩脱退では、通常のスタジオではなく別のスタジオで観客なしで収録した。また、この日の深夜の「TXNニュース」のラストでも紹介された。なおこの番組で芸能ニュースを報じたのは稀である。
- 1999年には収録中にナインティナインの岡村隆史が（「太陽とシスコムーン」新展開発表前）肩に止まったハエを追い払おうとしたところ右肩から転落し、右肩を骨折した事故があり、岡村復帰までマルチは岡村の顔アップ画像を写した。
- モーニング娘。が絶頂期を迎えた頃、2000年4月2日から9月10日までは、『ハロー!モーニング。』の後にこの番組の再放送（1週遅れ）が行われていた。また、10月1日から終了まではこの番組の後に『期間限定!ピカピカ天王洲LIVE』→『MUSIX!』が放送されていた[注釈 2]。
- 川平慈英のこの番組におけるナレーションでの決まり文句「いいんです!」は兄のジョン・カビラが都並敏史とのやり取りの中で使っていたのを川平が拝借したものである。ちなみに、都並は読売ユース時代のチームメイト。
- 後にも先にも最もギャラの良かった仕事だったと岡村が述べている[3]。
- 2014年3月2日放送の『50年のモヤモヤ映像大放出!』にて、初代モーニング娘。の出演映像が取り上げられた。
- SEとしてカーディガンズ「マイ・フェイヴァリット・ゲーム」のイントロのギターリフがたびたび使われていた。

## 出演

### 司会
- ナインティナイン
  - 岡村隆史
  - 矢部浩之
- 永作博美（1995年10月 - 1998年9月）
- 中山エミリ（1999年1月 - 終了）

※永作降板から中山就任の間、及び岡村の入院療養時は当時のモーニング娘。のメンバーがMCを務めた（永作降板から中山就任までは安倍なつみと福田明日香と矢口真里と中澤裕子、岡村入院療養時は中澤と市井紗耶香が担当）。

### ナレーター
- 川平慈英（1995年10月 - 1998年3月）
- 松尾貴史（1998年4月 - 2001年4月）
- やまだひさし（2001年4月 - 終了）

## 番組で活躍したアーティスト・タレント

### 大リーガーオーディション
- オレステス・デストラーデ
  - 辻田摂

### Jリーガーオーディション
- ラモス瑠偉
  - 岡山一成
  - 高木成太

### コムロギャルソン
- 小室哲哉、久保こーじ
  - dos
  - 天方直実
  - L☆IS
  - 亜波根綾乃
  - 福井麻利子
  - ABYSS
  - FBI（現・shela）
  - 石井ゆき
  - 佐々木ゆう子
  - AIS
- RK（河村隆一）
  - Say a Little Prayer - AISのメンバーだった田口理恵、片桐華子、大櫛江里加の3人組

### CM美少女／美女オーディション
- BIG ECHO
  - 樋口明日香
- 三井のリハウス
  - 池脇千鶴
- 三井のリハウスレディ
  - 星直子

### 乱発オーディション
- マックス松浦
  - 合格者
    - YURIMARI（11月度合格者〔1人目〕の中村友理と友人の伊澤真理により結成）
    - SHU:DO（12月度合格者〔2人目〕）
    - Like uncolored velvet（ボーカルの三宅亜依は11月度で一度落選したが、3月度〔4人目〕で敗者復活となり合格）

  - 最終候補者
    - yuri（1月度落選〔合格者なし〕。その後木村貴志に見い出され、moveでデビュー）
    - 松村由美（2月度〔3人目〕落選。その後別のオーディションを経て、mju:→myu:でデビュー）
    - 藤原岬（2月度〔3人目〕落選。その後ソロ活動を経て、アカシアオルケスタでメジャーデビュー）
    - 守永初美（3月度〔4人目〕落選。その後デビュー）

  - スタジオオーディション出演者
    - 瀬戸カトリーヌ（2月度〔3人目〕）

### 男子高校生オーディション
- 第1弾・パリコレモデル
  - 合格者
    - 相川寿里（寿里）

  - 最終選考者
    - 弓削智久
- 第2弾・マンダム「ASIS」CM出演
  - 合格者
    - 西村聡平

  - 最終候補者
    - 荒川智大

### モデルオーディション
- VOGUE ITALIA
  - 第1回合格者
    - 高橋まなみ
    - 栗林るみ（ルミナ・K）

  - 第2回合格者
    - 小林信恵
    - 日野和代
    - 初島美香

  - 最終選考者
    - 未裕

### 男性ヴォーカリストオーディション
- 浅倉大介
  - pool bit boys（オーディション合格者の伊藤欣司とラップ担当のDANにより結成）

### 再起に懸ける芸能人オーディション
- 小室哲哉
  - 合格者
    - 無し（企画の前提であった「外資系企業のCMタイアップ」が立ち消えとなり[4]、企画自体が白紙となったため）

  - ニューヨークレッスン参加者
    - 浅見貴子
    - 鈴木早智子（途中辞退）
    - 西崎ひろこ
    - 柴田恵梨

### 女性ロックヴォーカリストオーディション
- シャ乱Q
  - 合格者
    - 平家みちよ

  - モーニング娘。（不合格メンバーで結成）

### ヴォーカリストオーディションファイナル
- 小室哲哉
  - 合格者
    - 鈴木あみ

  - 候補者
    - MIYUKI（諸隈美幸）
    - TAKAHIRO（岐部隆弘）

### 芸能人新ユニットオーディション
- つんく♂
  - 太陽とシスコムーン（T&Cボンバー）
    - 稲葉貴子
    - RuRu
    - 小湊美和
    - 信田美帆

  - オーディション参加者
    - 山口香織里
    - 横山知枝

### 小室哲哉オーディション1999
- 小室哲哉
  - 小林幸恵

### 世界に羽ばたくファッションデザイナーオーディション
- ごあきうえ

### 世界標準
- 茂本ヒデキチ
- 中村藍子（途中辞退）

### 男子ヴォーカリストオーディション
- 松尾潔
  - 合格者
    - CHEMISTRY（川畑要・堂珍嘉邦）

  - 候補者
    - ネスミス・竜太・カリム（元STEEL、現EXILE、EXILE THE SECOND）
    - 佐藤篤志（EXILE）
    - 藤岡正明

  - オーディション参加者
    - 清木場俊介（元EXILE）
    - 浦田直也 （元AAA）
    - 根木靖夫
    - 園田賢
    - TAKAHIRO（岐部隆弘）

### 敗者復活オーディション
- 椛田早紀

### ラッパー
- VERBAL（m-flo）
  - 合格者
    - Heartsdales

  - 候補者
    - MIC BANDITZ

### 超歌姫
- 合格者
  - 勝又亜依子（現・Heartbeat）
  - 神山さやか
- オーディション参加者
  - 加藤ミリヤ
  - 佐咲紗花

### 日韓アイドル
- 河村隆一
  - 合格者
    - route0（高橋麻里奈、チェ・スヨン）

  - オーディション参加者
    - イ・ヨニ
    - タイナカ彩智

### 浜崎あゆみダンサー
- 合格者
  - 浦田直也（元AAA）
  - GOGO BROTHERS
- オーディション参加者
  - 加藤ミリヤ
  - hiroko（mihimaru GT）

### ViVi専属モデル
- 西村香那
- 安部由香理（補欠）

### 映画俳優
- 三池崇史監督作品『カタクリ家の幸福』
  - 合格者
    - 松崎貴司

  - 最終候補者
    - 小泉昭二

### 女流カメラマン
- 柳明菜（グランプリ・当時高校在学中）

### グラビアアイドル
- 第1弾
  - 合格者
    - 西崎彩

  - 最終選考者
    - 佐藤麻紗
    - 石井理英
- 第2弾
  - 優勝者
    - 石田裕子
    - 山崎裕子
    - 小島亜美

## 歴代テーマソング

### オープニングテーマ
- Sunny Day Sunshine Love（E-ZEE BAND）
- 9:01PM（HIROMI NG）
- Process（Ring）
- alone in my room （鈴木あみ）
- BE TOGETHER （鈴木あみ）

### エンディングテーマ
- Feelin' Good -It's PARADISE-（DA PUMP）
- Yes, I do.（米倉利紀 with BIG HORNS BEE）
- over drive（move）
- YOU（浜崎あゆみ）
- 人生は甘くない（LIKE UNCOLORED VELVET）
- WHATEVER（浜崎あゆみ）：1999年2月度
- ラビリンス（LIKE UNCOLORED VELVET） ：1999年4月度
- 空へ（LIKE UNCOLORED VELVET）：1999年5月度
- 明日にとどけ（LIKE UNCOLORED VELVET）：1999年8月度
- words of the mind 〜brandnew journey〜（move）：2000年1月度
- AMAZINGLOVE（Folder5）
- DECIDE（HΛL）
- Save Me（HΛL）
- STAY…（Folder5）
- Heaven's Place（Janne Da Arc）
- ☆the starry sky☆（HΛL）
- やさしいキスの見つけ方 （島谷ひとみ）
- Style（EXILE）
- Fly Away（EXILE）
- That's Why（Heartsdales）

## 番組ネット局

### 同時ネット局
※は独立UHF局
- 関東広域圏：テレビ東京
- 大阪府：テレビ大阪
- 北海道：テレビ北海道
- 愛知県：テレビ愛知
- 岡山県・香川県：テレビせとうち
- 福岡県：TVQ九州放送（旧称：TXN九州）（2000年まで旧称）
- 岐阜県：※岐阜放送
- 三重県：※三重テレビ
- 和歌山県：※テレビ和歌山
- 滋賀県：※びわ湖放送
- 奈良県：※奈良テレビ（途中まで遅れネット）

### 遅れネット局（途中打ち切り及び途中から番組開始の局あり）
●TBS系列、■フジテレビ系列、▲日本テレビ系列
- 青森県：▲青森放送
- 岩手県：●IBC岩手放送
- 宮城県：▲ミヤギテレビ
- 秋田県：▲秋田放送（1998年9月打ち切り）
- 山形県：●テレビユー山形
- 福島県：●テレビユー福島
- 山梨県：●テレビ山梨（1996年3月打ち切り）
- 新潟県：■新潟総合テレビ
- 長野県：●信越放送
- 静岡県：▲静岡第一テレビ
- 富山県：●チューリップテレビ（1998年3月打ち切り～数年後に再開）
- 石川県：●北陸放送
- 福井県：■福井テレビ
- 島根県・鳥取県：●山陰放送（1999年4月からネット）
- 広島県：●中国放送
- 山口県：●テレビ山口（1997年3月打ち切り～数年後に再開）
- 徳島県：▲四国放送
- 愛媛県：▲南海放送
- 高知県：▲高知放送
- 佐賀県：■サガテレビ（1999年3月打ち切り）
- 長崎県：■テレビ長崎
- 熊本県：■テレビ熊本
- 大分県：▲■テレビ大分
- 鹿児島県：●南日本放送
- 沖縄県：■沖縄テレビ

## スタッフ
- 監修：小室哲哉（初期のみ）→ 四角大輔
- 演出：タカハタ秀太（中期まで）
- 構成：
  - 前期～中期：都築浩、鮫肌文殊、竹内きよのり、市川麻美 ほか
  - 末期：山名宏和、根田真児、川原慶太郎、鈴木雅貴、小松武幸、橋本吾市
- チーフディレクター：渡邉秀樹（中期）
- ディレクター：
  - 前期：渡邉秀樹、荒幸成、戸田直秀
  - 中期：森見純、高田功一、対馬毅
  - 末期：西田治朋、高橋純、金城聖門、小林啓一、八代夏紀、竹谷和樹、堀田健裕、中村崇、相澤宏明
- TD → TP：千葉明律
- CAM → TD：中村純
- CAM：橋本洋和、志村泰史
- VE：善方光一、船山道夫、徳永一馬
- VTR：福重伸隆、軒名秀明
- 音声：鈴木智之
- 照明：小林篤 → 平野勝利
- 美術プロデュース：中孝造 → 重岩清人 → 松沢由之
- 美術デザイン：別所晃吉 → きくちまさと
- 美術進行：蝦名高子 → 中村麻希 → 秋山真弥 → 関谷有美
- タイトルCG：電波倶楽部（初期のみ）
- メイク：MELANGE、今井雅彦、MAKI、土橋大輔
- スタイリスト：稲葉かなこ、田中洋子
- 編集：前野勝義（アンサーズ）
- AVID編集：スタジオMAGIC（中期以降）
- MA：石黒裕二、西岡幸太郎、岩下順（全員アンサーズ）
- テロップ：武藤靖之（中期のみ）
- 音効：矢部公英（メディアハウスサウンドデザイン → ふなや）、佐藤卓嗣（ふなや・中期以降）
- 協力：
  - 末期：Hi-Moon、コックスプロジェクト、ディレクターズ・ウェーブ、社員、DUO、BINGO、D3 Company、R&C Japan
- 広報 → 番組宣伝：丸田晋（テレビ東京）→ 大城博章（テレビ東京）
- AD → 制作進行：高田功一
- AD：対馬毅（初期）、一丸拓之、松原孝二、小林啓一、小池博子、藤原絵里香
- 制作進行：大平浩三、塚本美奈子、古橋和浩
- 制作デスク：山本美沙恵（末期）
- AP：
  - 前期：松岡理恵
  - 中期：土橋聡（テレビ東京）、松本憲一
  - 末期：伊藤公樹（吉本興業）、菊井徳明（ワイズビジョン）、大平浩三
- プロデューサー：川原慎 → 佐藤哲也 → 桜井卓也（テレビ東京）、町田修一 → 井口高志 → 早川英（電通）、泉正隆、岡本昭彦（吉本興業）、武野一起（ワイズビジョン）、大平浩三、田島剛（DUO）
- チーフプロデューサー：橋山厚志（テレビ東京）
- 技術協力：池田屋、童夢、アンサーズ、CRAZY TV、グリップアソシエイト、バリライトアジア、フラット
- 美術協力：フジアール
- 収録スタジオ：東京メディアシティ砧スタジオ
- 企画：吉本興業
- 制作協力：ワイズビジョン（2001年4月〜）
- 製作：テレビ東京、吉本興業、ニユーテレス（初期）